# Каролина Матильда Зондербург-Глюксбургская
Виктория Ирена Адельгейда Августа Феодора Каролина Матильда (нем. Viktoria-Irene Adelheid Auguste Alberta Feodora Karoline Mathilde, 11 мая 1894, Грюнхольц, Шлезвиг-Гольштейн — 28 января 1972, Зальцбург) — принцесса Шлезвиг-Гольштейн-Зондербург-Глюксбургская из династии Глюксбургов, дочь герцога Фридриха и принцессы Каролины Матильды Шлезвиг-Гольштейн-Зондербург-Августенбургской, жена графа Ханса Сольмс-Барутского.

## Биография
Каролина Матильда родилась 11 мая 1894 года в имении Грюнхольц в Шлезвиге, на территории Пруссии. Она была шестым ребёнком и пятой дочерью в семье герцога Шлезвиг-Гольштейн-Зондербург-Глюксбургского Фридриха Фердинанда и его жены Каролины Матильды Шлезвиг-Гольштейн-Зондербург-Августенбургской.
Поскольку эта ветвь династии Глюксбургов была одной из беднейших, отец настаивал, чтобы каждая из дочерей получила рабочую профессию. Планировалось, что Каролина Матильда станет воспитательницей в детском саду, поскольку эта профессия была очень востребованная. Образование младшая принцесса получала у гувернанток. Предполагалось, что после конфирмации, девушка будет учиться в Венском институте.
Принцесса Алиса Олбани описывала Каролину Матильду как красивую девушку, такую же как все, только выше и очень стройную.
После встречи с британским принцем Альбертом в Готе, перед Первой мировой, ходили слухи об их возможном романе. Однако, союза между ними заключено не было.
Принцесса в возрасте 26 лет вышла замуж за  27-летнего графа Сольмс-Барутского Ханса Георга из очень состоятельной семьи. Жених был младшим братом мужа её старшей сестры Адельгейды. Свадьба состоялась в Глюксбургском замке 27 мая 1920 года. У супругов родилось трое детей:
- Виктория Луиза[англ.] (1921—2003) — жена принца Саксен-Кобург-Готского Фридриха Иосии, впоследствии — американского военнослужащего Ричарда Витте, имела двоих детей от обоих браков;
- Фридрих (1923—2006) — был женат на принцессе Оде цу Штольберг-Вернигероде, имел сына и двух дочерей;
- Губерт (1934—1991) — был дважды женат, имел четырёх детей от обоих браков.

Жила семья в замке Кассель, построенном в конце XVIII века в стиле позднего барокко с элементами классицизма, который находился на окраине села Кассель-Гольциг в Нижней Лужице на востоке Германии. В состав имения входили сам замок с парком и двором, служебные помещения и конюшни.
Дочь Виктория Луиза вспоминала о сельской жизни в своих мемуарах:
Мы всегда сидели на террасе после еды, иногда, пили чай летом, особенно под вечер. Можно было услышать как косули зовут друг друга в полях, хриплые гуканья фазанов и последние хлопоты фермеров, закрывающих животных в загоны, перед отдыхом после долгого дня работы в поле. Мы также часто видели маленькую семью ежиков, состоящую из матери и трех или четырех маленьких ежей, когда они пересекали дорогу перед террасой.
Также в ведении семьи было шале вблизи Зальцбурга.
Ханс ушёл из жизни в Зальцбурге 9 октября 1971 года. Каролина Матильда пережила его на три месяца. Её не стало в январе 1972 года.